# Orquesta Filarmónica de Tampere
La Orquesta Filarmónica de Tampere (en finés: Tampere Filharmonia) es una orquesta finlandesa con sede en Tampere. Fundada en 1930 y mantenida por el municipio de Tampere desde 1947, la orquesta tiene su sede en el Auditorio de Tampere. La orquesta colabora con la Ópera y el Ballet de Tampere y participa regularmente en el festival de música Bienal de Tampere. 
En 1929, la Junta de Música de Tampere decidió establecer una orquesta local, y confió la tarea de reunir a los músicos a Elias Kiianmies, quien se convirtió en el primer director de orquesta. El conjunto, que recibió el nombre de Tampereen Orkesteri (Orquesta de Tampere) y consistió de 34 músicos, dio su primera actuación el 6 de enero de 1930 en el Ayuntamiento de Tampere. En la primavera de 1932, Eero Kosonen se convirtió en director de orquesta de la orquesta y ocupó el cargo durante 37 años.  En 1947, el municipio se hizo cargo de la orquesta, cambiándole el nombre de Tampereen Kaupunginorkesteri (Orquesta de la Ciudad de Tampere). Bajo el nuevo nombre, la orquesta dio su primera actuación el 9 de enero. 
Durante la década de 1970, el número de músicos aumentó a 59. En 1974, la orquesta lanzó su primer disco, Symphony n.º 4 de Kalevi Aho. Desde entonces, han lanzado 40 grabaciones a nivel local e internacional, en sellos como Finlandia y Ondine.  Como parte de las celebraciones de su 50.º aniversario, la orquesta realizó su primera gira internacional, visitando Estocolmo y Norrköping en Suecia. La orquesta realizó una primera gira por los Estados Unidos en 1987.
En 1990, el estadounidense de origen soviético Leonid Grin, se convirtió en el primer director de orquesta de fuera de Finlandia. La orquesta se trasladó al nuevo Auditorio de Tampere de 1756 asientos. En 1998, Eri Klas se convirtió en el director de orquesta de la orquesta y ocupó el cargo hasta 2006. Klas tuvo el título de director emérito de la orquesta hasta su muerte en 2016. 
La orquesta recibió su nombre actual en 2002. El tamaño de la orquesta siguió aumentando y llegó a 97 músicos en 2005, convirtiéndose así en la única orquesta sinfónica finlandesa de gran escala fuera de Helsinki. Con el inicio de la temporada 2013-2014, el director principal de la orquesta es Santtu-Matias Rouvali, quien fue el primero en dirigir la orquesta en enero de 2010. Posteriormente regresó como director invitado en diciembre de 2011. En septiembre de 2012, la orquesta anunció el nombramiento de Rouvali como director de orquesta, vigente a partir de la temporada 2012-2013, con un contrato inicial de tres años.  Su contrato actual con la orquesta es hasta 2019.
La orquesta tiene programas educativos dirigidos a niños y jóvenes, y es la primera orquesta finlandesa con un club de jóvenes oyentes. Fuera de la música clásica, la orquesta participó en la grabación del álbum de power metal Vendetta de la banda finlandesa Celesty. 

## Directores principales
- Elias Kiianmies (1930–1932)
- Eero Kosonen (1932–1968)
- Juhani Raiskinen (1969–1973)
- Jouko Saari (1973–1974)
- Paavo Rautio (1974–1987)
- Atso Almila (1987–1989)
- Ari Rasilainen (1989–1990)
- Leonid Grin (1990–1994)
- Tuomas Ollila (1994–1998)
- Eri Klas (1998-2006)
- John Storgårds (2006-2009)
- Hannu Lintu (2009-2013)
- Santtu-Matias Rouvali (2013 – presente)